# Łazar Aronsztam
Łazar Aronsztam, ps. Artur, Jakub Czarniak (ukr. Лазар Наумович Аронштам, ros. Лазарь Наумович Аронштам, biał. Лазар Навумавіч Аранштам) (ur. 21 czerwca 1896 w Równem lub w Borznie w guberni czernihowskiej lub w Romnach guberni połtawskiej, zm. 1939 lub 25 marca 1938) – działacz ukraińskiego, polskiego, rosyjskiego i białoruskiego ruchu komunistycznego pochodzenia żydowskiego.

## Życiorys
Jest synem Nauma i Jekatieriny (Katarzyny) Aronsztam. Miał trzech braci (Ilja (1895–1919) i Boris (1899–1919) bolszewicy-politrukowie w Armii Czerwonej, zginęli w walkach w trakcie wojny domowej, Grigorij (1893–1938) też walczył w Armii Czerwonej w czasie wojny domowej ale podczas czystek stalinowskich został rozstrzelany w 19 marca 1938 roku) oraz siostrę Esfir.
W 1900 rodzina przeniosła się do Łodzi. W 1915 wstąpił do Socjaldemokratycznej Partii Robotniczej Rosji (bolszewików) SDPRR(b). Agitator wśród miejscowych robotników. Brał udział w wydarzeniach rewolucji lutowej w Charkowie. Podczas pobytu w Moskwie wziął udział w rewolucji październikowej. Służył w Armii Czerwonej jako komisarz dywizji i komisarz inspekcji artylerii.
Odznaczony w 1921 Orderem Czerwonego Sztandaru.
W 1924 władze WKP(b) skierowały go do podziemnej pracy partyjnej na terenie północno-wschodniej Polski. Wszedł w skład Komunistycznej Partii Zachodniej Białorusi jako sekretarz jej KC oraz członek KC KPP. W tym samym roku został aresztowany przez władze polskie. W 1928 wyjechał do ZSRR w ramach wymiany więźniów politycznych. Na obszarze Białoruskiej SRR pełnił obowiązki sekretarza komitetu okręgowego KP(b)B w Witebsku.
Od 1929 był dyrektorem zarządu politycznego białoruskiego okręgu wojskowego. Od 1933 analogiczną funkcję pełnił na Dalekim Wschodzie. Podczas czystek stalinowskich 31 maja 1937 aresztowany, skazany 9 lutego 1938 (wyrok zatwierdzony przez Stalina) i rozstrzelany 25 marca 1938. W 2 czerwca 1956 dokonano jego rehabilitacji.